# Барера, Федерико
Федерико Барера (итал. Federico Barera, в некоторых источниках Баррера, итал. Barrera; 1874, Болонья — 1963, Борго-Тоссиньяно) — итальянский скрипач и музыкальный педагог. Отец Орландо Бареры.
Окончил Болонский музыкальный лицей, ученик Адольфо Массаренти. На протяжении ряда лет концертмейстер в оперных театрах Латинской Америки, Франции, Испании, Швейцарии, в 1900—1904 гг. концертмейстер миланского театра Ла Скала, где играл под руководством Артуро Тосканини и Клеофонте Кампанини.
С 1905 года профессор Феррарского музыкального института, выступал в составе Феррарского трио с пианистом Алессандро Перони и виолончелистом Пьетро Маринелли. В 1908 году гастролировал в Нью-Йорке и Чикаго. В 1910—1911 гг. преподавал в Фиуме, затем в 1911—1920 гг. в Падуанском музыкальном институте, играл в фортепианных трио Чезаре Поллини (до его смерти в 1912 году) и Ренцо Лоренцони, в Падуанском квартете. В 1920 году сменил своего учителя Массаренти во главе класса скрипки Болонского музыкального лицея, а годом позже заменил Федерико Сарти в качестве примариуса Болонского квартета, выступал также в составе фортепианного квинтета Бруно Муджеллини. Преподавал до 1940 года.
С 1951 года жил в Тоссиньяно. В 1960 году опубликовал книгу мемуаров «Вспоминая…» (итал. Ricordando...).
Отцу и сыну Барера посвящена пьеса Адоне Цекки «Безумцы и марионетки» (итал. Pazzi e Pupazzi; 1931) для скрипки и фортепиано.